# Anders Eliasson
Anders Erik Birger Eliasson (født 3. april 1947 i Borlänge - død 20. maj 2013 i Stockholm, Sverige) var en svensk komponist, professor og lærer.
Eliasson studerede komposition på Det Kongelige Musikkonservatorium i Stockholm hos Ingvar Lidholm, og senere elektronisk musik og komposition hos György Ligeti. Han skrev seks symfonier, orkesterværker, kammermusik, korværker, koncertmusik etc.
Eliasson underviste som lærer og senere gæsteprofessor på Sibelius Akademiet i Helsinki. Blandt hans vigtigste værker tæller hans symfoniske produktion.

## Udvalgte værker
- Kammersymfoni (1984) - for kammerorkester
- Symfoni nr. 1 (1986) - for orkester
- Symfoni nr. 2 (1987) (fragment) - for orkester
- Symfoni nr. 3 "Symfoni Koncertante" (1989) - for altsax og orkester / (2010 versionen er for sopransax og orkester)
- Symfoni nr. 4 (2005) - for orkester
- Symfoni nr. 5 (2013) (ufuldendt) - for orkester
- Trombonekoncert (2000) - for trombone og orkester